# バレリオ・ベルミリオ
バレリオ・ベルミリオ（Valerio Vermiglio, 1976年3月1日 - ）は、イタリアの元男子バレーボール選手。メッシーナ出身。ポジションはセッター。元イタリア代表。

## 来歴
1986年、10歳の時に地元のユースチーム・メッシーナでバレーを学ぶ。シスレー・トレヴィーゾのユースチームへ移り、1994年セリエA・シスレー・トレヴィーゾへ18歳で入団。その後クラブを転々としたのち、2002年から再び古巣トレヴィーゾでプレーし、2007年までの在籍中に通算5度のリーグ優勝をはじめ、コッパ・イタリア優勝、スーペルコッパ・イタリアーナ優勝、欧州チャンピオンズリーグ優勝に貢献した。
2011年からはロシアリーグでプレーし、ゼニト・カザン在籍時の2011/12シーズンにリーグ優勝、ロシアスーパーカップ優勝、欧州チャンピオンズリーグ優勝に貢献し、ベストセッター賞を受賞。2014年7月、セリエAのピアチェンツァへ移籍した。
1999年5月28日、シドニーで行われたオーストラリア-イタリア戦（0-3）で代表デビューを果たし、1999年ワールドリーグの優勝を経験。銀メダルを獲得した2003年ワールドカップ後からマルコ・メオーニと代わり、イタリア代表の正セッターとなり、2004年アテネオリンピックの銀メダル獲得に貢献した。2003年欧州選手権、2005年欧州選手権では大会連覇を達成し、2005年ワールドグランドチャンピオンズカップで銅メダルを獲得。2008年北京オリンピックに2大会連続で出場した。2010年に代表から退いた。
2000年7月にイタリア共和国功労勲章カヴァリエーレ、2004年9月に同功労勲章ウッフィチャーレを受章した。

## 選手としての特徴
クセを読ませない変幻自在のトスさばきが魅力。

## 球歴
ナショナルチーム代表歴
- オリンピック - 2004年（銀メダル）、2008年（4位）
- 世界選手権 - 2002年（5位）、2006年（5位）
- ワールドカップ - 2003年（銀メダル）
- ワールドグランドチャンピオンズカップ - 2005年（3位）
- ワールドリーグ - 1999年（優勝）、2001年、2004年（準優勝）、2003年（3位）
- 欧州選手権 - 2003年、2005年（優勝）、2001年（準優勝）

クラブチーム優勝歴
- セリエA1 - 1996年、2003年、2004年、2005年、2007年
- コッパ・イタリア - 2004年、2005年、2007年、2008年、2009年
- スーペルコッパ・イタリアーナ - 2003年、2004年、2005年、2008年
- ロシアリーグ - 2012年
- ロシアスーパーカップ - 2012年
- 欧州チャンピオンズリーグ - 1995年、2006年、2012年
- チャレンジカップ - 2003年、2011年
- 欧州スーパーカップ - 1994年

## 所属クラブ
- シスレー・トレヴィーゾ （1994-1997年）
- インドーミタ・サレルノ （1997-1998年）
- パッラヴォーロ・ファルコナーラ （1998-1999年）
- センプレ・バレー・パドヴァ（1999-2000年）
- パッラヴォーロ・パルマ （2000-2002年）
- シスレー・トレヴィーゾ （2002-2007年）
- ルーベ・マチェラータ （2007-2011年）
- ゼニト・カザン （2011-2013年）
- ファケル・ノヴィ・ウレンゴイ （2013-2014年）
- パッラヴォーロ・ピアチェンツァ （2014-2015年）
- ペイカン・テヘランVC（2015-2016年）
- UPCN VC（2016年）
- Kemas Lamipel Santa Croce（2016-2017年）
- Saber Volo Palermo（2018-2019年）
- Gruppo Media Volley（2019-2020年）
- Sistemia LCT Aci Castello（2020-2021年）